# Казашка-Река
Казашка-Река (болг. Казашка река) — село в Болгарии. Находится в Варненской области, входит в общину Аврен. Население составляет 348 человек.

## Политическая ситуация
В местном кметстве Казашка-Река, в состав которого входит Казашка-Река, должность кмета (старосты) исполняет Красимира Димитрова Лекова (Болгарская социалистическая партия (БСП)) по результатам выборов.
Кмет (мэр) общины Аврен — Красимир Христов Тодоров (коалиция в составе 2 партий: Национальное движение «Симеон Второй» (НДСВ), Болгарская социал-демократия (БСД)) по результатам выборов.